# Trithecanthera
Trithecanthera é um género botânico pertencente à família Loranthaceae.